# Batrachorhina albopicta
Batrachorhina albopicta là một loài bọ cánh cứng trong họ Cerambycidae.